# Bradač (riba)
Bradač (primorsko tudi barbon; znanstveno ime Mullus barbatus) je morska riba iz družine bradačev.

## Opis
Slovensko in latinsko ime te ribe ponazorujeta njen videz. Značilna za bradače sta namreč dva dolga mesnata priveska, ki izgledata kot brada, na spodnji čeljusti. Bradač je manjša riba, ki lahko v redkih primerih zraste tudi do pol metra, čeprav je običajna velikost te ribe med 15 in 20 centimetrov. Po hrbtu je bradač rdečerjave barve, po boku pa ima rjavo progo. Trebuh je bele barve, po njem pa se vlečejo zlate proge, ki po smrti ribe zblede. Telo je pokrito z velikimi luskami. Obstajata dve vrsti bradačev, obe pa sta v Jadranu dokaj razširjeni. Poznamo vrsti Mullus barbatus barbatus (Linnaeus, 1758) in Mullus barbatus ponticus (Essipov, 1927). Obe se prehranjujeta z drobnimi talnimi živalicami, ki jih iščeta z »brado«.

## Habitat in razširjenost
Bradač živi na morskem dnu do srednjih globin, razširjen pa je v Črnem Morju, Azovskem morju, Jadranu, pa tudi v drugih morjih Sredozemlja. Bradači se zadržujejo v jatah in jih lovijo predvsem z mrežami vlečnicami. 
Bradač spada med prvorazredne ribe, kot posebno specialiteto pa so ga cenili že v antičnem Rimu. Njegovo meso je belo in ima izrazit vonj po jodu, kar nekatere ljudi odbija. Največ ga pripravljajo pečenega na žaru, pogosto pa ga dodajajo tudi v brodet. Manjše primerke pogosto pripravijo tudi ocvrte.